# Pleurobranchus membranaceus
Pleurobranchus membranaceus is een slakkensoort uit de familie van de Pleurobranchidae. De wetenschappelijke naam van de soort is voor het eerst geldig gepubliceerd in 1815 door Montagu.

## Leefwijze
Deze slakkensoort voedt zichzelf met zakpijpen. Hij boort een gat in zijn prooi, alvorens de inhoud met zijn 'slurf' op te zuigen. Als het dier zich bedreigd voelt, stoot hij een sterk zuurhoudende vloeistof uit. Voortbewegen doet hij door middel van grote lobben op zijn voet. Deze klapt hij alternerend links en rechts op en neer, zodat hij al rollend om zijn lichaamsas voort kan bewegen.